# Wsiewołod Rywż
Wsiewołod Jezupowicz Rywż (ros. Всеволод Езупович Рывж, ur. 29 października?/11 listopada 1907 w Kozłowie (obecnie Miczuryńsk), zm. 21 lutego 1992 w Berdyczowie) – radziecki wojskowy, Bohater Związku Radzieckiego (1945).

## Życiorys
Po ukończeniu szkoły średniej pracował jako ślusarz, od 1930 służył w Armii Czerwonej, od 1931 należał do WKP(b), służył w Srietiensku na Zabajkalu. Jako pomocnik szefa sztabu pułku w 1939 uczestniczył w bitwie nad Chałchin-Goł, później został szefem sztabu pułku w 36 Dywizji Piechoty w Zabajkalskim Okręgu Wojskowym, od lutego 1942 brał udział w wojnie z Niemcami jako dowódca pułku, zastępca dowódcy i dowódca brygady. Walczył na Froncie Zachodnim, Briańskim, Centralnym i 1 Ukraińskim, w 1942 ukończył kursy doskonalenia kadry dowódczej, brał udział w walkach w rejonie Juchnowa i w operacji rżewsko-wiaziemskiej, bitwie pod Kurskiem, operacji proskurowsko-czerniowieckiej (m.in. w wyzwoleniu Kamieńca Podolskiego), operacji lwowsko-sandomierskiej (w tym w wyzwoleniu Lwowa), forsowaniu Sanu i walkach na przyczółku baranowsko-sandomierskim (1944), operacji wiślańsko-odrzańskiej (m.in. wyzwoleniu Kielc, Piotrkowa i Kępna) i forsowaniu forsowaniu Odry. Był czterokrotnie ranny. 26 stycznia 1945 dowodzona przez niego brygada sforsowała Odrę w rejonie Chobieni i uchwyciła przyczółek na lewym brzegu Odry. Po wojnie był zastępcą dowódcy dywizji w Karpackim Okręgu Wojskowym i Grupie Wojsk Radzieckich w Niemczech, w 1949 ukończył kursy doskonalenia kadry oficerskiej, w 1954 w stopniu pułkownika zakończył służbę. Otrzymał honorowe obywatelstwo Berdyczowa.

## Ordery i odznaczenia
- Złota Gwiazda Bohatera Związku Radzieckiego (6 kwietnia 1945)
- Order Lenina (6 kwietnia 1945)
- Order Czerwonego Sztandaru (trzykrotnie - 15 stycznia 1940, 17 lipca 1944 i 15 listopada 1950)
- Order Aleksandra Newskiego (19 listopada 1944)
- Order Wojny Ojczyźnianej I klasy (dwukrotnie - 1943 i 11 marca 1985)
- Order Czerwonej Gwiazdy (6 listopada 1945)
- Medal „Za zasługi bojowe” (3 listopada 1944)
- Medal „Za zdobycie Berlina”
- Medal „Za wyzwolenie Pragi”
- Medal „Za zwycięstwo nad Niemcami w Wielkiej Wojnie Ojczyźnianej 1941–1945”
- Order Krzyża Grunwaldu (Polska Ludowa)
- Medal za Odrę, Nysę, Bałtyk (Polska Ludowa)
- Medal Zwycięstwa i Wolności 1945 (Polska Ludowa)

I inne.